# Бочаров, Геннадий Алексеевич
Геннадий Алексеевич Бочаров (род. 1957) — математик, доктор физико-математических наук, профессор кафедры вычислительных технологий и моделирования факультета ВМК МГУ, ведущий научный сотрудник ИВМ РАН.

## Биография
Родился 30 ноября 1957 года в Тбилиси. Окончил среднюю школу № 32 г. Тбилиси ГССР (1974), факультет общей и прикладной физики Московского физико-технического института по специальности «инженер-физик» (с отличием, 1980).
Кандидат физико-математических наук (1985), тема диссертации: «Математическое моделирование противовирусного Т-клеточного иммунного ответа» (научный руководитель Г. И. Марчук). Доктор физико-математических наук (1995), тема диссертации: «Математическое моделирование вирусных и бактериальных инфекций». Учёное звание — старший научный сотрудник (1992).
Имеет статус приглашённого профессора Честерского университета (Великобритания). Член коллегии экспертов РФФИ и Британского государственного научного фонда EPSRC (с 2006).
С момента окончания МФТИ работает в Институте вычислительной математики РАН.
В Московском университете работает с 2004 года по совместительству в должности профессора кафедры вычислительных технологий и моделирования факультета ВМК. Научные интересы Бочарова связаны с развитием методов математического моделирования иммунной системы и их приложением для анализа динамики различных инфекций человека и животных. Цель исследований заключается в изучении механизмов развития хронических и летальных форм инфекционных заболеваний и оптимизации методов их лечения. Как специалист в области математической иммунологии Бочаров широко известен в нашей стране и за рубежом. Ведёт междисциплинарные исследования по математическому моделированию в иммунологии с коллегами из Института иммунобиологии (Швейцария), Саарландского университета (ФРГ), Национального института аллергологии и инфекционных заболеваний (США), Центра по исследованию инфекций общества им. Гельмгольтца (ФРГ), Института математических проблем биологии РАН (Пущино), Института математики и механики УрО РАН (Екатеринбург).
Проводимые им в настоящее время исследования поддерживаются грантами РФФИ и Программы Президиума РАН «Фундаментальные науки — медицине».
На факультете ВМК МГУ читает спецкурс «Вычислительные технологии и моделирование биологических систем».
Бочаров — автор более 90 научных публикаций, в их числе совместные работы с профессором Рольфом Цинкернагелем, проф. К.Т.Х. Бэйкером, проф. Р. М. Андерсоном, проф. К-П. Хаделером. Участвовал в качестве приглашённого редактора в издании специального выпуска журнала Journal of Computationlal and Applied Mathematics по теме «Mathematics Applied to Immunology» (2005). Под редакцией акад. В. А. Черешнева и Г. А. Бочарова издан учебник лауреата Нобелевской премии Р. М. Цинкернагеля «Основы иммунологии» — М., Мир, 2008.
В числе последних публикаций:
- 2020 — Application of the golbal optimization methods for solving the parameter estimation problem in mathematical immunology Zheltkova V.V., Zheltkov D.A., Bocharov G.A., Tyrtyshnikov E. // в журнале Lecture Notes in Computer Science, том 11958, с. 203-212
- 2019 — Linking Cell Dynamics With Gene Coexpression Networks to Characterize Key Events in Chronic Virus Infections Pedragosa M., Riera G., Casella V., Esteve-Codina A., Steuerman Y., Seth C., Bocharov G., Heath S., Gat-Viks I., Argilaguet J., Meyerhans A. // в журнале Frontiers in immunology, издательство Frontiers Research Foundation] (Lausanne, Switzerland), том 10, № 1002, с. 1-13
- 2019 — Mathematical Modeling of the Intracellular Regulation of Immune Processes Grebennikov D.S., Donets D.O., Orlova O.G., Argilaguet J., Meyerhans A., Bocharov G.A. // в журнале Molecular Biology, издательство Maik Nauka/Interperiodica Publishing (Russian Federation), том 53, № 5, с. 718-731
- 2019 —  Spatial Lymphocyte Dynamics in Lymph Nodes Predicts the Cytotoxic T Cell Frequency Needed for HIV Infection Control Dmitry Grebennikov, Anass Bouchnita, Vitaly Volpert, Nikolay Bessonov, Andreas Meyerhans, Gennady Bocharov // в журнале Frontiers in immunology, издательство Frontiers Research Foundation] (Lausanne, Switzerland), том 10, № 1213, с. 1-15
- 2019 — Spatially resolved modelling of immune responses following a multiscale approach: from computational implementation to quantitative predictions Grebennikov Dmitry S., Bocharov Gennady A. // в журнале Russian Journal of Numerical Analysis and Mathematical Modelling, издательство V S P (Netherlands), том 34, № 5, с. 253-260